# Габрје (Толмин)
Габрје (словен. Gabrje, итал. Gàbria di Tolmino) је насељено место у општини Толмин, Горишка регија, Словенија.

## Историја
До територијалне реорганизације у Словенији било је у саставу старе општине Толмин.

## Становништво
У попису становништва из 2011. године, Габрје је имало 102 становника.
| Број становника према пописима | Број становника према пописима | Број становника према пописима |
| ------------------------------ | ------------------------------ | ------------------------------ |
| 1991                           | 2002                           | 2011                           |
| 116                            | 115                            | 102                            |

Напомена: Године 2018. извршена је мања размена територија између насеља Габрје и Доље.